# Campanario de la Iglesia Parroquial de San Miguel Arcángel de Soneja
El campanario de la iglesia parroquial de San Miguel Arcángel, localizado en el núcleo urbano de Soneja, en la comarca del Alto Palancia, es una torre campanario, catalogada, de manera genérica Bien de Relevancia Local, según la Disposición Adicional Quinta de la Ley 5/2007, de 9 de febrero, de la Generalitat, de modificación de la Ley 4/1998, de 11 de junio, del Patrimonio Cultural Valenciano (DOCV Núm. 5.449 / 13/02/2007), con código: 12.07.106-006.

## Descripción Histórico artística
La construcción de este campanario se realizó en dos etapas, ya que el primer cuerpo (de base cuadrada) de la misma pertenece a la que fuera la torre de un palacio medieval que estaba ubicado al lado de la iglesia. Este cuerpo es de fábrica de mampostería, reforzada en las esquinas con piedras de sillar. Por su parte el segundo cuerpo, así como el tercero, conocido también como cupulín, están fabricados con ladrillo revocado.
La torre no tiene mucha altura y se encuentra rematada por un templete que presenta linterna.
A la singularidad propia de la torre se le suma la presencia en ella de un conjunto de campanas, de las cuales dos son medievales y de gran valor histórico artístico. Una de las campanas es del reloj, llamada también “Campana de los Cuartos”, datada aproximadamente del 1250 siendo la más antigua de la diócesis de Segorbe-Castellón, mientras que la otra se utiliza para el volteo, gótica, llamada “María”, y datada del 1550. Además cuenta con cinco campanas más de volteo de época barroca. Una de ellas, la llamada “Salvadora”, está datada del 1794, mientras que sus otras dos compañeras, “Josefa” y “Miguela”, están fundidas en 1795. También existe una campana de las Horas, de tipo “cascarón”, fundida en 1847 que presenta epigrafiada la leyenda: “Ntra. Señora del Pilar” y un cimbanillo fundido en 1794.
En el interior se pueden observar unos “grafittis” antiguos en el revoco de la escalera de la torre original, entre los que destaca una nave con velas que se encuentra a la entrada de la sala del reloj.
El interior de la torre fue rehabilitado, mejorando el acceso y reparando los daños que existían y tratando de adaptar la instalación a las normativas vigentes. Esta obra fue sufragada entre el Ayuntamiento de Soneja y la Dirección General de Patrimonio Cultural Valenciano de la Conselleria de Cultura y deporte, y la empresa que se encargó de realizar la rehabilitación REYCO SONEJA S.L., lo hizo siguiendo las indicaciones del arquitecto responsable, don José Manuel Serisuelo Meneu.
Durante los trabajos de rehabilitación se descubrieron en el interior piezas del reloj que se encuentran en la actualidad en el Museo del Yeso del Ayuntamiento de Soneja.